# Mourad Amirkhanian
Mourad Amirkhanian   (Gyumri, 6 de juliol de 1974) és un baríton líric armeni resident a França, que actua sota el nom d'Adam Barro des del 2015.
Nascut a Gyumri, després dels seus estudis i especialització al Conservatori Superior d'Armènia, aquest jove baix baríton es va graduar a l'École normale de musique de Paris el 2004. També va assistir a classes magistrals de prestigiosos mestres com José van Dam, Renata Scotto, François le Roux, Caroline Dumas, Mireille Alcantara i Dalton Baldwin. Diversos concerts, inclòs un recital celebrat el febrer del 2006 a la "Salle Cortot" de París, amb la participació de la soprano Claire Parizot i el pianista Genc Tukiçi, l'han consolidat com un dels artistes internacionals més prometedors de la seva generació en el món musical.
Amirkhanian va gravar Rigoletto de Verdi en versió cinematogràfica per "Sparafucile" (DVD publicat el 2003) i Samson et Dalila per "Abimelech" (DVD publicat el 2007). El 23 de novembre de 2008, va participar amb diversos artistes i l'orquestra de cambra Euridys a la gala de records celebrada a la Catedral de Sainte-Croix de París per commemorar el 20è aniversari del terratrèmol armeni de 1988.
Per tal de fer accessible la música lírica al màxim nombre de persones, va crear el 2006 l'associació Fa-Sol-La, que va permetre, entre altres coses, organitzar un concert en record del terratrèmol del 1988 a Armènia.
El 8 de desembre de 2013 va actuar, amb la soprano Caroline Dumas i amb el violoncel·lista Dominique de Williencourt, a la sala Gaveau de París, en un recital titulat "Merci la France! És Armènia la que recorda - 25 anys després... El terratrèmol a Armènia".
El 2017 va ser un dels membres fundadors de l'InterHallier Center.
El febrer de 2018, va guanyar el primer premi 2018 al festival i concurs internacional d'arts escèniques "Stars of the Albion" (categoria professional). El setembre de 2019, amb la soprano Anna Kassian, va ser el cap del concert organitzat en homenatge a Komitàs a l'Església de la Madeleine de París.